# Trichoglottis geminata
Trichoglottis geminata är en orkidéart som först beskrevs av Johannes Elias Teijsmann och Simon Binnendijk, och fick sitt nu gällande namn av Johannes Jacobus Smith. Trichoglottis geminata ingår i släktet Trichoglottis och familjen orkidéer. Inga underarter finns listade i Catalogue of Life.